# 高倉盛保
高倉 盛保（たかくら もりやす）は、江戸時代前期から中期にかけての弘前藩士。

## 略歴
弘前藩家老・高倉為盛の嫡男として誕生。寛文4年（1664年）、父・為盛より家督500石を相続し、延宝7年（1679年）、馬廻六番組頭与力預かりとなる。
天和2年（1682年）、800石に加増され、元禄3年（1690年）に手廻一番組頭、元禄7年（1694年）には城代を務めた。元禄16年（1703年）にお役御免となり、宝永元年（1704年）、死去。